# Arab füleskuvik
Az arab füleskuvik (Otus pamelae) a madarak (Aves) osztályának a bagolyalakúak (Strigiformes) rendjéhez, ezen belül a bagolyfélék (Strigidae) családjához tartozó faj.

## Rendszerezése
A fajt George Latimer Bates amerikai ornitológus írta le 1937-ben, az afrikai füleskuvik (Otus senegalensis) alfajaként Otus senegalensis pamelae néven.

## Előfordulása
Az Arab-félszigeten, Jemen, Omán és Szaúd-Arábia területén honos. Természetes élőhelyei a forró, sziklás sivatagok, valamint városi régiók. Állandó, nem vonuló faj.

## Megjelenése
|  |

## Természetvédelmi helyzete
Az elterjedési területe nagyon nagy, egyedszáma pedig stabil. A Természetvédelmi Világszövetség Vörös listáján nem fenyegetett fajként szerepel.